# Duolvesjaure
Duolvesjaure är en sjö i Arvidsjaurs kommun i Lappland och ingår i Byskeälvens huvudavrinningsområde. Sjön har en area på 0,258 kvadratkilometer och ligger 503 meter över havet.

## Delavrinningsområde
Duolvesjaure ingår i det delavrinningsområde (729727-162822) som SMHI kallar för Mynnar i Långträsket. Medelhöjden är 547 meter över havet och ytan är 51,01 kvadratkilometer. Det finns inga avrinningsområden uppströms utan avrinningsområdet är högsta punkten. Storbäcken som avvattnar avrinningsområdet har biflödesordning 3, vilket innebär att vattnet flödar genom totalt 3 vattendrag innan det når havet efter 183 kilometer. Avrinningsområdet består mestadels av skog (59 procent) och sankmarker (37 procent). Avrinningsområdet har 0,47 kvadratkilometer vattenytor vilket ger det en sjöprocent på 0,9 procent.